# Municipio de Littleton (Carolina del Norte)
El municipio de Littleton (en inglés: Littleton Township ) es un municipio ubicado en el  condado de Halifax en el estado estadounidense de Carolina del Norte. En el año 2010 tenía una población de 3.991 habitantes.

## Geografía
El municipio de Littleton se encuentra ubicado en las coordenadas 36°25′46.54″N 77°50′52.95″O / 36.4295944, -77.8480417.